# Val Gielgud
Val Henry Gielgud (28 de abril de 1900 – 30 de noviembre de 1981) fue un actor, guionista, director y presentador de nacionalidad británica, pionero del drama radiofónico de la BBC, y también director del primer drama producido para el entonces nuevo medio de la televisión.
Val Gielgud nació en Londres, Inglaterra, en el seno de una gran familia dedicada al teatro, siendo su hermano el actor Sir John Gielgud (que actuó en varias de sus producciones) y su tía abuela la actriz de la época victoriana Ellen Terry.

## BBC radio
Tras formarse en la Universidad de Oxford, Gielgud empezó su carrera trabajando como secretario de un parlamentario. Más adelante fue subeditor de un comic book, ocupación que le facilitó trabajar para Radio Times, una revista semanal de programación, propiedad de la BBC, en la cual fue ayudante del editor Eric Maschwitz. Este fue el primer contacto de Gielgud con la BBC, y aunque no trabajaba en ninguna producción radiofónica, a menudo utilizaba su puesto en la revista para opinar sobre los programas dramáticos radiofónicos, escribiendo en ocasiones algunas de las cartas que se publicaban como procedentes de los oyentes, y criticando algunos aspectos de la programación de la BBC.
Maschwitz y Gielgud eran buenos amigos, e incluso escribían juntos ficción detectivesca – Gielgud sería más tarde responsable total o parcialmente de 26 novelas de misterio y detectives, una colección de cuentos, dos novelas históricas, diecinueve obras de teatro, cuatro guiones cinematográficos, cuarenta obras radiofónicas, siete ensayos, y otros dos libros de los cuales fue editor.
En enero de 1929 Gielgud fue nombrado Director de Producciones de la BBC, responsable de todos los dramas radiofónicos, dándose la circunstancia de que él nunca había dirigido una obra para la radio. Sucedía a R E Jeffrey, y demostró ser muy apto para el puesto, permaneciendo en el mismo los siguientes veinte años, durante los cuales supervisó toda la programación dramática, escribió muchas obras, y actuó haciendo pequeños papeles en algunas de ellas. A Gielgud a menudo se le considera como el inventor de muchas de las técnicas radiofónicas dramáticas comunes en los programas actuales. 
No era admirador del género del serial, que tenía una gran importancia en esa época en los Estados Unidos, sino que prefería concentrarse en producir dramas aislados, con una única emisión. Sin embargo, no se oponía a producir programas populares a la vez que culturales, por lo que trabajó en producciones de misterio a la vez que en otras 'refinadas', tales como piezas teatrales de Shakespeare.

## BBC televisión
En julio de 1930 Gielgud fue invitado a supervisar la transmisión experimental de una obra de corta duración en el nuevo medio de la televisión. La obra, The Man With the Flower in His Mouth, del dramaturgo italiano Luigi Pirandello, fue elegida a causa de su puesta en escena simple, su pequeña lista de personajes y su duración de media hora. Transmitida en directo la tarde del 14 de julio, el experimento fue considerado un éxito.
Durante el resto de la década Gielgud continuó en la radio, trabajando también de manera ocasional en el cine, adaptando su thriller Death at Broadcasting House, en el cual también interpretaba un pequeño papel. En 1939 volvió a la televisión durante una comisión de servicios para BBC One en el Alexandra Palace. Él produjo una obra corta titulada Ending It, una adaptación de uno de sus propios cuentos, y que fue protagonizada por John Robinson y Joan Marion, y transmitida el 25 de agosto de 1939. 
Gielgud volvió a la radio durante la Segunda Guerra Mundial, pero poco después de que se reiniciaran las emisiones televisivas en 1946 pasó a ser director dramático de la cadena televisiva de la BBC. Aunque la BBC esperaba que su dirección tuviese el mismo impacto en el género que el que obtuvo en la radio, lo cierto es que su trabajo no se vio recompensado con el éxito. En 1952 dejó el medio televisivo y fue reemplazado por el experimentado productor Michael Barry.
En los años cincuenta Gielgud dirigió una serie de obras radiofónicas sobre Sherlock Holmes en las cuales su hermano John interpretaba a Holmes, Ralph Richardson al Dr. John H. Watson y el mismo Gielgud en una ocasión encarnó a Mycroft Holmes. Estas emisiones se oyeron en la cadena de la BBC Light Programme. En esa época Gielgud chocaba con sus compañeros más jóvenes ya que, a diferencia de ellos, era incapaz de apreciar la obra de dramaturgos como Harold Pinter.

## Vida personal
Gielgud se casó cinco veces, la primera en 1921, mientras estudiaba en Oxford, con una estudiante de 18 años llamada 'Tata', que cursaba estudios en el Cheltenham Ladies College. Tata era Nathalie Mamontov (1903–1969), hija del músico Sergei Mamontov (1877—1938) y de Natalia Sheremétievskaya.
En sus cuatro posteriores matrimonios tuvo dos hijos. Entre sus nietos figura el coreógrafo Piers Gielgud.
Val Gielgud publicó su autobiografía en 1957, y falleció en Londres en 1981, a los 81 años de edad.